# 水野敬也
水野 敬也（みずの けいや、1976年11月26日 - ）は、日本の作家。愛知県西春日井郡清洲町（現・清須市）出身。

## 人物・経歴
東海中学校・高等学校、慶應義塾大学経済学部卒。処女作『ウケる技術』が30万部超えのベストセラーに。三作目の著書『夢をかなえるゾウ』は200万部を超え、小栗旬や水川あさみを主役にした民放のドラマが放送された。他の著書に、自身の著書『BAD LUCK』を再編集・改題した『雨の日も、晴れ男』がある。
動物の写真を使った『人生はワンチャンス！』や『人生はニャンとかなる！』なども製作。シリーズ累計190万部を超え、『人生はニャンとかなる！』は2014年度全書籍売り上げの2位を記録した。また、恋愛体育教師・水野愛也の名義で、『LOVE理論』『スパルタ婚活塾』、講演DVD『スパルタ恋愛塾[ソフト編・ディープ編]』がある。『LOVE理論』は2015年4月テレビ東京でドラマ化された（主演・片岡愛之助、大野拓朗）。
絵を得意とするクリエーターとの共著も精力的に行っており、パラパラ漫画の鉄拳との共著、『それでも僕は夢を見る』『あなたの物語』『もしも悩みがなかったら』、画伯・田辺誠一との共著『偉人たちの最高の名言に田辺画伯が絵を描いた』などがある。
「ミズノンノ」としてファッションリーダーを目指すコラム「オシャる技術」を執筆。その第1回において「自らのファッション傾向を打破するため」に、所持している衣類をすべて焼却した。
映像作品として、DVD『温厚な上司の怒らせ方』の企画構成・脚本や、漫画『地球くん』の企画・原案を手がけ、映画『イン・ザ・ヒーロー』（主演・唐沢寿明）では、自身初となる映画脚本を手がけた。またSCRAPとの共同開発で、リアル脱出ゲーム『うだつのあがらない勇者からの脱出』の監修をしている。

## 著作

### 書籍
- ウケる技術（共著　2003年、オーエス出版社）ISBN 4757301782
- BAD LUCK（バッドラック）（2005年、インデックスコミュニケーションズ）ISBN 4757303009
  - 【改題】雨の日も、晴れ男（2008年、文藝春秋）ISBN 4167717972
- LOVE理論（水野愛也著、2007年、大和書房）ISBN 4479770976
  - 【改題】「美女と野獣」の野獣になる方法（2010年、文藝春秋）ISBN 4167798018
  - 【再改題】LOVE理論（2013年、文響社）ISBN 4905073057
- 夢をかなえるゾウ（2007年、2011年【文庫版】、飛鳥新社）ISBN 4870318059
- 大金星（2008年、小学館）ISBN 4093862435
- 四つ話のクローバー（2011年、文響社）ISBN 4905073014
- 人生はワンチャンス！―「仕事」も「遊び」も楽しくなる65の方法（2012年、文響社）ISBN 4905073030
- 夢をかなえるゾウ2―ガネーシャと貧乏神（2012年、2014年【文庫版】、飛鳥新社）ISBN 4864103801
- 人生はニャンとかなる！―明日に幸福をまねく68の方法（2013年、文響社）ISBN 4905073219
- 人生はZOOっと楽しい！―毎日がとことん楽しくなる65の方法（2014年、文響社）ISBN 490507309X
- それでも僕は夢を見る（2014年、文響社）ISBN 4905073065
- スパルタ婚活塾（2014年、文響社）ISBN 4905073073
- 夢をかなえるゾウ3―ブラックガネーシャの教え（2014年、2020年【文庫版】、飛鳥新社）ISBN 4864103909
- あなたの物語―人生でするべきたった一つのこと（2015年、文響社）ISBN 4905073138
- ウケる日記（2015年、文響社）ISBN 490507312X
- 偉人たちの最高の名言に田辺画伯が絵を描いた。（2015年、朝日新聞出版）ISBN 4023313912
- もしも悩みがなかったら（2015年、文響社）ISBN 4905073227
- 人生はもっとニャンとかなる！―明日にもっと幸福をまねく68の方法（2015年、文響社）ISBN 4905073219
- たった一通の手紙が、人生を変える（2015年、文響社）ISBN 4905073286
- 神様に一番近い動物―人生を変える7つの物語（2016年、文響社）ISBN 4905073332
- 人生はワンモアチャンス!―「仕事」も「遊び」もさらに楽しくなる66の方法（2016年、文響社）ISBN 4905073480
- 顔ニモマケズ―どんな「見た目」でも幸せになれることを証明した9人の物語（2017年、文響社）ISBN 4905073642
- 運命の恋をかなえるスタンダール（2017年、文響社） ISBN 4866510153
- 仕事のストレスが笑いに変わる! サラリーマン大喜利（2017年、文響社） ISBN 4866510331
- 夢をかなえるゾウ4―ガネーシャと死神（2020年、文響社）ISBN 4866512407
- 最近、地球が暑くてクマってます。―シロクマが教えてくれた温暖化時代を幸せに生き抜く方法（2021年、文響社） ISBN 4866514159
- 夢をかなえるゾウ0―ガネーシャと夢を食べるバク（2022年、文響社）ISBN 4866514973

### 映像
- 温厚な上司の怒らせ方（脚本、2006年、ビクターエンタテインメント）
- スカイフィッシュの捕まえ方〜国内編〜（脚本、2006年、ビクターエンタテインメント）
- スカイフィッシュの捕まえ方〜サイエンスジャーニー編〜（脚本、2006年、ビクターエンタテインメント）
- スカイフィッシュの捕まえ方 〜板尾創路編〜（脚本、2007年、ビクターエンタテインメント）
- 恋愛体育教師 水野愛也の「スパルタ恋愛塾」ディープ編（2007年、ポニーキャニオン）
- 恋愛体育教師 水野愛也の「スパルタ恋愛塾」ソフト編（2007年、ポニーキャニオン）
- ザ・リアルマナー（協力、2008年、ビクターエンタテインメント）
- 碑文谷教授のミッドナイトゼミナール　今さら人に聞けない！怒らせ方講座（脚本、2008年、Eネ！）

- イン・ザ・ヒーロー（脚本、2014年）

## 出演
- 夢をかなえるゾウ〜見逃せないゾウ！「夢をかなえるゾウ〜見逃せないゾウ！“人生が変わる”ドラマ誕生の瞬間」（日本テレビ系列、2008年10月2日）
- メレンゲの気持ち（日本テレビ系列、2013年6月22日）
- ノンストップ!（フジテレビ系列、2014年10月14日、2015年3月3日）

## 関連情報
- 夢をかなえるゾウ
- ノリアキ